# دوزنده چشم‌آبی
دوزنده چشم‌آبی (نام علمی: Rhionaeschna multicolor) نام یک گونه از سرده دوزنده‌های چشم‌آبی است.